# Чехрак (хутір)
Чехрак (рос. Чехрак; адиг. Щэхъурадж) — хутір Кошехабльського району Адигеї Росії. Входить до складу Майського сільського поселення.
Населення — 8 осіб (2015 рік).